# 伊庇魯斯的奧林匹亞絲
奧林匹亞絲（希臘語：Oλυμπιας , 前三世紀人物），是伊庇魯斯摩羅西亞國王皮洛士的女兒。她後來嫁給她的兄弟亞歷山大二世而成為伊庇魯斯王后。
亚历山大二世于前242年左右逝世，奧林匹亞絲於是擔任她的兒子皮洛士二世的攝政。她為了增強實力去對抗埃托利亞同盟的威脅，奧林匹亞絲在前239年以前把自己的女兒佛提雅嫁給馬其頓國王德米特里亞二世，透過這一層同盟，奧林匹亞絲的統治因而穩固。直到皮洛士二世即將成年，奧林匹亞絲正準備把大權歸還給年輕的國王時，皮洛士二世卻突然逝世，王位只好傳給奧林匹亞絲另一個幼子托勒密，奧林匹亞絲只得繼續擔任攝政。當其子托勒密又因故逝世後，奧林匹亞絲承受不了這雙重打擊，過度哀傷去世。

## 來源
1. ↑  .   [2013-10-06]. （原始内容存档于2020-09-14）.
2. ↑  查士丁, Epitome of Pompeius Trogus, xxliii. 3 （页面存档备份，存于）

- 威廉·史密斯，《希腊羅馬的神話和傳記辭典》, "Olympias (2)", 波士頓, (1867)